# آلنا کوپچینا
آلنا میکالایئونا کوپچینا (بلاروسی: Алена Мікалаеўна Купчына)(زادهٔ ۱۴ اوت ۱۹۶۵) دیپلمات بلاروسی است که در حال حاضر به عنوان هماهنگ‌کننده فعالیت‌های مرتبط با تهدیدهای فراملی در سازمان امنیت و همکاری اروپا (OSCE) خدمت می‌کند. پیش‌تر، او سفیر فوق‌العاده و تام‌الاختیار جمهوری بلاروس در جمهوری اتریش و جمهوری کرواسی به صورت غیرمقیم و همچنین نماینده دائم بلاروس در سازمان امنیت و همکاری اروپا بود.
وی با افتخار از دانشگاه دولتی بلاروس فارغ‌التحصیل شد و تحصیلات تکمیلی خود را در آکادمی علوم بلاروس به پایان رساند. کوپچینا دارای نشان افتخار جمهوری بلاروس (نشان افتخار بلاروس) است و عنوان دیپلماتیک سفیر فوق‌العاده و تام‌الاختیار را دارد.

## زندگی‌نامه
آلنا کوپچینا در ۱۴ اوت ۱۹۶۵ در مینسک، بلاروس به دنیا آمد. او در سال ۱۹۸۷ با افتخار از دانشکده حقوق دانشگاه دولتی بلاروس فارغ‌التحصیل شد و در سال ۱۹۹۱ پس از اتمام دوره تحصیلات تکمیلی در مؤسسه فلسفه و حقوق آکادمی علوم بلاروس، عنوان دکترای حقوق را دریافت کرد. وی فعالیت حرفه‌ای خود را در سال ۱۹۹۰ به عنوان پژوهشگر در مؤسسه فلسفه و حقوق آکادمی علوم بلاروس آغاز کرد.
وی در سال ۱۹۹۲ به عنوان دبیر دوم در بخش معاهدات بین‌المللی، به خدمت دیپلماتیک بلاروس پیوست و به سرعت به سمت معاون مدیر اداره حقوقی وزارت امور خارجه ارتقا یافت.
در سال‌های ۱۹۹۵ تا ۱۹۹۸، کوپچینا به عنوان مشاور و سپس معاون نماینده دائم بلاروس در سازمان ملل متحد و سایر سازمان‌های بین‌المللی در ژنو فعالیت داشت. او در ایجاد همکاری بین کشورها در زمینه خلع سلاح، مدیریت مهاجرت و حقوق بشر نقش مهمی ایفا کرد. کوپچینا چندین سمت ارشد در وزارت امور خارجه بلاروس بر عهده داشت، از جمله مدیر دپارتمان همکاری‌های بشردوستانه، زیست‌محیطی، علمی و فنی بین سال‌های ۲۰۰۲ تا ۲۰۰۴ و مدیر دپارتمان همکاری‌های بشردوستانه و حقوق بشر بین سال‌های ۲۰۰۴ تا ۲۰۰۶.
از سال ۲۰۰۶ تا ۲۰۱۲، کوپچینا به عنوان سفیر بلاروس در مجارستان و هم‌زمان در اسلوونی فعالیت کرد. در فاصله سال‌های ۲۰۱۲ تا ۲۰۱۶، کوپچینا سمت معاون وزیر امور خارجه بلاروس را بر عهده داشت و مسئول روابط این کشور با اروپا، سازمان امنیت و همکاری اروپا (OSCE) و شورای اروپا بود.
در دوران تصدی این سمت، او نقش مهمی در توسعه موفقیت‌آمیز روابط بین بلاروس و کشورهای اروپایی و نهادهای وابسته به آن، از جمله سازمان امنیت و همکاری اروپا، ایفا کرد.
از طریق مشارکت در تدوین و نظارت بر اجرای سیاست‌ها به‌عنوان معاون وزیر امور خارجه مسئول امور اداری و مالی، کوپچینا مهارت‌های قوی رهبری و مدیریتی کسب کرد. او همچنین بر فعالیت‌های ۲۵ نمایندگی دیپلماتیک و دفاتر بلاروس در خارج از کشور نظارت داشت. کوپچینا رهبر توانمندی است و به ترویج فرهنگ گفت‌وگو و تعامل فراگیر باور دارد.
در سال ۲۰۱۶، کوپچینا به‌عنوان سفیر فوق‌العاده و تام‌الاختیار بلاروس در اتریش و هم‌زمان در کرواسی منصوب شد. او همچنین نماینده دائم بلاروس در سازمان امنیت و همکاری اروپا و سازمان‌های بین‌المللی مستقر در وین بود.

## زندگی شخصی
او یک پسر دارد. علاوه بر زبان‌های بلاروسی و روسی، سفیر کوپچینا به زبان‌های انگلیسی و فرانسوی نیز مسلط است.